# Хлоропласт
Хлоропласти су органеле које се налазе у цитоплазми ћелија појединих еукариотских организама (обично овакве организме називамо биљкама). Процес фотосинтезе се одвија управо у хлоропластима - овде се енергија сунчевог зрачења конвертује у слободну енергију хемијске везе органских молекула (АТП, NADPH).

## Откриће хлоропласта 1848. године
Хлоропласте је први пут описао 1848. године Унгер, као структуре које носе пигменте. Касније током XIX века Шимпер је детаљније окарактерисао ове структуре, и називао их је "Chlorophyllkörner." Уз помоћ само светлосног микроскопа, он је описао пластиде као компоненте ћелија које садрже хлорофил или друге пигменте и развијају се из безбојних прекурзора. Такође је увидео постојање различитих типова пастида, и могућност преласка из једног у други тип. После открића електронског микроскопа, структура тилакоидних мембрана је изучена са више детаља.

## Порекло хлоропласта
Хлоропласти су једна од форми пластида, органела за које се сматра да су настале процесом ендосимбиозе - предачка еукариотска ћелија је захватила модрозелену бактерију и успоставили су се односи унутрашње симбиозе. Ову претпоставку је дефинисала биолог Лин Маргулис (1981 год.), иако су се хомологије између модрозелених бактерија и хлоропласта увиђале још крајем XIX века. Постоје аргументи и за и против ове хипотезе, а прихваћена је од већине научне јавности, уз логичне додатке првобитној формулацији.
Данас се сматра да су хлоропласти у организмима настајали серијом ендосимбиоза, где је примарна симбиоза била симбиоза фагоцитирајућег еукариота са модрозеленом бактеријом. Секундарном симбиозом се сматра преотимање већ формираног хлоропласта од недовољно свареног примарног симбионта. Постоји аналогно и терцијерна ендосимбиоза.
Групе организама код којих се јављају хлоропласти углавном нису еволуционо сродне. У различитим еволуционим гранама дошло је до процеса ендосимбиозе, тако да од сем три основне примарне симбионтске групе имамо и неколико секундарних које су им „преотеле“ хлоропласте), и једну терцијарну (ватрене алге, Dinophyta).
1. зелене алге (Chlorophyta) и зелене копнене биљке (Embryophyta)
  - еугленоидне алге
2. црвене алге
  - хетероконтне алге (мрке, силикатне, златасте, жутозелене)

### Примарна ендосимбиоза
По ендосимбиотској теорији хлоропласти потичу од слободноживеће ћелије - модрозелене бактерије. Не може се са великом сигурношћу говорити о времену иницијалног ендосимбиотског процеса - највероватније се десио у касном Протерозоику (пре око 600 милиона година), мада неки догађај сматрају и старијим (пре 700-900 милиона година). Највероватније је да је фотосинтетски ендосимбионт (модрозелене бактерије) фагоцитозом доспео у домаћина и да се ослободио вакуоле у којој је био заробљен, а затим се слободно умножавао у цитоплазми. Следећи корак у напредовању овог односа био је у измени мембране симбионта. Спољашња мембрана је била радикално измењена тиме што је дошло до губитка бактеријских липопротеина, као и липополисахарида. 
Кључна карактеристика која одваја пластиде од слободноживећих бактерија је изузетна редукција у величини и садржају гена пластидног генома. Док слободноживеће цијанобактерије имају око 3000 гена, хлоропласти носе свега око 100-200 гена. Судбина пластидних гена је била различита: неки су трајно изгубљени, други су трансферовани у геном једра домаћина, а малобројни су остали унутар пластида.
Упркос разликама у грађи, хлоропласти зелених биљака, црвених алги и групе једноћелијских глаукофита готово сигурно су настали директно од једног предачког. Црвене алге и глаукофите (заједно означене као Biliphyta) поседују хлоропласте који су задржали предачке пигменте фикобилине и просто грађен тилакоидни систем. Насупрот њима, зелене биљке су изгубиле фикобилине и поседују сложен тилакоидни мембрански систем. Највероватније је, стога, да је предачки хлоропласт поседовао и фикобилине и хлорофиле a и b.

### Секундарна ендосимбиоза
Секундарни пластиди воде порекло од некадашње слободноживеће једноћелијске еукариотске алге (поседовала је примарне пластиде) која је у неком моменту постала еносимбионт другој еукариотској ћелији-домаћину. За разлику од примарне ендосимбиозе, секундарна симбиоза се одиграла барем двапут. Вероватно је било много лакше стећи већ „укроћен“ пластид, односно отети туђи фотосинтетски апарат. Од две кључне секундарне ендосимбиозе, једна се одиграла са зеленом алгом као ендосимбионтом (дајући групе Euglenophyta и Chlorarachniophyta), а једна са црвеном алгом (дајући Chromista).
Домаћин у обе секундарне ендосимбиозе био је бицилијатни једноћелијски еукариот. Фагозомална вакуола је, за разлику од примарне ендосимбиогенезе, стабилизована, и данас постоји код многих група у виду перипластидне мембране. Слично, код многих група које поседују секундарне пластиде, постоји задржана као четврта мембрана и плазма мембрана симбионта која се налази између двојне мембране хлоропласта и некадашње фагозомалне мембране. Као и примарни, и секундарни пластиди су доживели велику редукцију у величини и сложености генома. У највећем броју случајева су од ендосимбионата остали само хлоропласти док су се остале ћелијске структуре временом изгубиле. Ипак, код група Cryptophyta и Chlorarachniophyta присутни су остаци нуклеуса еукариотског ендосимбионта. Овај остатак се назива нуклеоморф и садржи најмање и до сада најкомпактније геноме еукариота (величина је 1,3-2,8 Mb, а у геному је више од 91% кодирајућих гена).

### Пластиди Chromista
Секундарна ендосимбиогенеза је оставила упечатљиве трагове о својој еволуционој улози у мембранама које окружују све не-биљне хлоропласте. Царство хромиста (Chromista) је успостављено 1981. године да укључи све алге са хлоропластима у лумену гранулисаног ендоплазматичног ретикулума (криптомонаде, хетероконте и хаптофите) и њихове хетеротрофне сроднике (попут хетероконтних оомицета). Хлоропласти свих хромиста су одвојени од околног гранулисаног ЕР глатком мембраном, остатком плазма мембране црвене алге ендосимбионта. Оваква јединствена топологија је вероватно настала фузијом мембране фагозома са једарним овојем домаћина. Код криптомонада једро заробљене црвене алге се задржало у виду нуклеоморфа јер поседује 30 гена који кодирају есенцијалне протеине секундарних пластида. Код осталих хромиста, односно групе хромобиота (хетероконта и хаптофита), ових 30 гена је трансферовано у нуклеусни геном.
Код свих алги хромиста, хиљаде пластидних протеина мора бити импортовано (унесено) кроз четири тополошки и хемијски различите мембране: мембрану гранулисаног ЕР, перипластидну мембрану, спољашњу и унутрашњу мембрану хлоропластног овоја. Њихове дводелне амино-терминалне секвенце уређују транспорт: дистално се налази сигнална секвенца за унос кроз мембрану ЕР, а проксимално је хлоропластни транзитни пептид који регулише унос кроз хлоропластни овој, а могуће и перипластидну мембрану.
Традиционално, алге хромиста су заједно са динофлагелатама груписане у „хромофитне алге“, иако поседују различите смеђе каротеноиде (фукоксантин, односно перидинин). Хлоропласти динофлагелата очигледно нису унутар гранулисаног ЕР и поседују овој од само три глатке мембране. Стога је закључивано да њихови пластиди воде порекло од потпуно различитог догађаја секундарне симбиогенезе. Откриће једногенских циркуларних ДНК у хлоропластима динофлагелата и њихова филогенетска анализа довели су до поновног успостављања веза између хромиста и динофлагелата. Немају само хромиста и динофлагелата пластиде пореклом од црвених алги, већ и Sporozoa. Ова открића довела су до знатног поједностављења филогенетског стабла еукариота, услед претпоставке о јединственом догађају секундарне симбиогенезе са црвеном алгом. 
Већ је било познато да су динофлагелата и спорозое сродни услед порекла од исте групе бичара - проталвеолата, који су заједно са њима груписане у филум Miozoa. Miozoa су сродне трепљарима (нефотосинтетски организми!), са којима се групишу у Alveolata, на основу сличних ултраструктура ћелијског кортекса. Ако су алвеолате и хромиста заиста имале заједничког фотосинтетског претка, требало би их уврстити у јединствену кладу (Chromalveolata), при чему се имплицира да су групе трепљара и проталвеолата током еволуције изгубиле пластиде и могућност фотосинтезе.

## Грађа хлоропласта
Хлоропласти су обавијени двема мембранама, спољашњом и унутрашњом, између којих се налази међумембрански простор. Обавијена унутрашњом мембраном је строма (или матрикс) хлоропласта, у којој се налазе мембранске структуре - тилакоиди (по грчкој речи θυλακοειδηζ = који личи на кесу). На тилакоидима се налазе пигменти и ензими који учествују у светлој фази фотосинтезе. У строми хлоропласта налазе се:
- рибозоми (70S), слични прокариотским;
- хлоропластна ДНК (cpDNA) која се удваја независно од удвајања једарне ДНК;
- грануле скроба у којима се магационира глукоза створена у фотосинтези;
- многобројни ензими који учествују у тамној фази фотосинтезе.

## Настанак и раст хлоропласта
Развој хлоропласта из једноставних, недиференцираних пропластида је блиско повезан са формирањем и мењањем састава и структуре тилакоидне мембране. Пропластиди су мали округласти облици веома слични митохондријама са веома мало тилакоидних мембрана, које су често у виду везикула. Понекад се ове мембранске творевине континуирано настављају на унутрашњу мембрану. У присуству светла, пропластиди се развијају у зреле хлоропласте кроз поступну изградњу тилакоидних мембрана. Прво се формирају дугачки тилакоиди ламела, не које се касније додају дискоидалне кесице - тилакоиди грана (једн. гранум). Истовремено се развија типичан сочиваст облик хлоропласта. Зрео хлоропласт садржи комплексан систем унутрашњих мембрана - тилакоида. У зрелим хлоропластима нису утврђене везе тилакоидних мембрана и унутрашње мембране.
У одсуству светлости пропластиди се развијају у етиопласте који садрже веома мало унутрашњих мембрана у виду проламеларног тела. Проламеларно тело је паракристална структура изграђена од липида и есенцијално само једног протеина, NADPH-зависне протохлорофилид оксидоредуктазе. Убрзо по осветљавању етиопласта, проламеларно тело се разара и почиње изградња тилакоида. Постојање проламеларног тела није ограничено на етиопласте - после кратке фазе замрачења „секундарна“ проламеларна тела се формирају унутар зрелог хлоропласта. Пропластиди се могу развити и у хромопласте или леукопласте - чије су главне функција у обојењу ћелије, односно складиштењу хранљивих материја.
Крајње фазе живота хлоропласта су прелазак у геронтопласт, и смрт.

## Метаболизам у хлоропластима

### Улога у фотосинтези
Хлоропласти садрже зелени пигмент, хлорофил, неопходан за процес фотосинтезе.